# 칼레발라율
칼레발라율(핀란드어: Kalevalamitta 칼레발라믿타[*])은 발트핀어군  시가에서 사용되는 운율로서, 4음보 강약격의 일종이다. 신화서사시와 영웅서사시에서부터 서정시와 결혼축가, 찬송가, 조롱시에 이르기까지 모든 장르의 시문학에서 사용된다. "칼레발라율"이라는 이름은 엘리아스 뢴로트가 『칼레발라』에 채록한 시들이 이 운율을 따라서 붙은 이름이다. 
칼레발라율을 처음 연구한 사람은 18세기 사람 헨리크 가브리엘 포르탄이었다. 그리고 19세기에 엘리아스 뢴로트가 방대한 채록자료를 바탕으로 그 운율을 공식화했고, 마티 악셀리 쿠시를 비롯한 다른 사람들이 그 작업을 이어받았다.
칼레발라율을 따르는 시를 칼레발라시라고 하는데, 현대시 중 어디까지를 칼레발라시로 인정할 것인지에 관해 논쟁이 있다. 현재 칼레발라시에 관한 협회는 두 단체가 있는데, 칼레발라시언어학회(KaRuSe)는 고전적인 칼레발라율을 지지하며, 조금이라도 정해진 운율법에서 이탈하면 칼레발라시로 인정하지 않는 엄격한 기준을 사용한다. 다른 한 단체는 백카리알라우애협회로, 이 단체는 보다 널널하며 칼레발라율이 쉽고 널리 사용되게 하는 것을 목표로 한다.